# MSR1
MSR1 (англ. Macrophage scavenger receptor 1; CD204) — мембранный белок, скавенджер-рецептор макрофагов, продукт гена MSR1.

## Функции
Белок MSR1 относится к классу A макрофагальных скавенджер-рецепторов. В результате альтернативного сплайсинга образуются три изоформы. Все три изоформы являются тримерными мембранными гликопротеинами, которые играют роль во многих физиологических и патологических процессах, связанных с макрофагами, включая атеросклероз, болезнь Альцгеймера и иммунную реакцию. Ранее считалось, что рецептор экспрессирован только на макрофагах, но позже был обнаружен также на некоторых типах дентритных клетках.
Изоформы 1 и 2 являются функциональными рецепторами, которые опосредуют эндоцитоз липопротеинов низкой плотности. Изоформа 3 не приводит к интернализации липопротеинов низкой плотности. В результате изменённого внутриклеточного процессинга эта изоформа остаётся в эндоплазматическом ретикулюме, однако она может ингибировать функционирование активных форм белка за счёт доминантно-негативного эффекта, поэтому предполагается, что изоформа 3 участвует в регуляции скавенджер-рецептора в макрофагах.